# Klaus Fitschen
Klaus Fitschen (* 12. Februar 1961 in Scheeßel) ist ein deutscher Theologe und Kirchenhistoriker. 

## Herkunft und Ausbildung
Fitschen stammt aus einem sozialdemokratischen Elternhaus. Von 1980 bis 1987 studierte er evangelische Theologie in Heidelberg, München und Kiel. Während seines Studiums in Heidelberg wurde er studentische Hilfskraft bei Reinhart Staats. Nachdem er 1987 in der hannoverschen Landeskirche das erste theologische Examen abgelegt hatte, verfasste er bis 1989 seine Dissertation.
1990 bis 1992 erhielt er in Nürnberg seine Vikarsausbildung. Daraufhin legte er das zweite theologische Examen ab und ist seither Pfarrer der Evangelisch-Lutherischen Kirche in Bayern, heute beurlaubt aufgrund seiner auswärtigen Professur. Noch im gleichen Jahr promovierte er an der Christian-Albrechts-Universität Kiel, nachdem er seine Dissertation veröffentlicht hatte.

## Karriere
In den folgenden Jahren arbeitete Klaus Fitschen am Institut für Kirchengeschichte und Kirchliche Archäologie der Christian-Albrechts-Universität Kiel (Lehrstuhl Professor Reinhart Staats). Des Weiteren nahm er einen zusätzlichen Lehrauftrag an der Erziehungswissenschaftlichen Fakultät an (1994/95).
1996 habilitierte er mit einer Untersuchung über die Messalianer und wurde zum Privatdozenten und Oberassistenten ernannt. Aufgrund eines EKD-Stipendiums war es ihm 1997 möglich am archäologischen Lehrkurs des Deutschen Evangelischen Instituts für Altertumswissenschaft des Heiligen Landes teilzunehmen.
2000 wurde Klaus Fitschen zum Außerplanmäßigen Professor ernannt. Ihm wurde 2001 der Schleswig-Holsteinische Landespreis für besondere Leistungen in der Lehre verliehen. Im Sommersemester 2002 übernahm er die Vertretung des Lehrstuhls für Neuere und Neueste Kirchengeschichte (mitsamt der Geschichte des Antiken Christentums) an der Theologischen Fakultät der Universität Leipzig. 2004 wurde er auf diese Professur berufen und ernannt (als Nachfolger von Kurt Nowak) und lehrt seitdem an der Theologischen Fakultät in Leipzig.
Klaus Fitschen ist Vorsitzender der Historischen Kommission des Deutschen Nationalkomitees beim Lutherischen Weltbund.

## Schriften
- Serapion von Thmuis. Echte und unechte Schriften sowie die Zeugnisse des Athanasius und anderer. De Gruyter, Berlin/New York 1992, ISBN 3-11-012886-1
- Messalianismus und Antimessalianismus. Ein Beispiel ostkirchlicher Ketzergeschichte. Vandenhoeck und Ruprecht, Göttingen 1998, ISBN 3-525-55179-7
- Der Katholizismus von 1648 bis 1870. Evangelische Verlagsanstalt, Leipzig 1997, ISBN 3-374-01633-2
- Was ist Freiheit? Liberale und demokratische Potentiale im Katholizismus 1789–1848. Evangelische Verlagsanstalt, Leipzig 2001, ISBN 3-374-01857-2.
- Protestantische Minderheitenkirchen in Europa im 19. und 20. Jahrhundert. Evangelische Verlagsanstalt, Leipzig 2008, ISBN 978-3-374-02499-5
- Liebe zwischen Männern? Der deutsche Protestantismus und das Thema Homosexualität (= Christentum und Zeitgeschichte. Band 3). Evangelische Verlagsanstalt, Leipzig 2018, ISBN 978-3-374-05588-3.